# 鄂城区

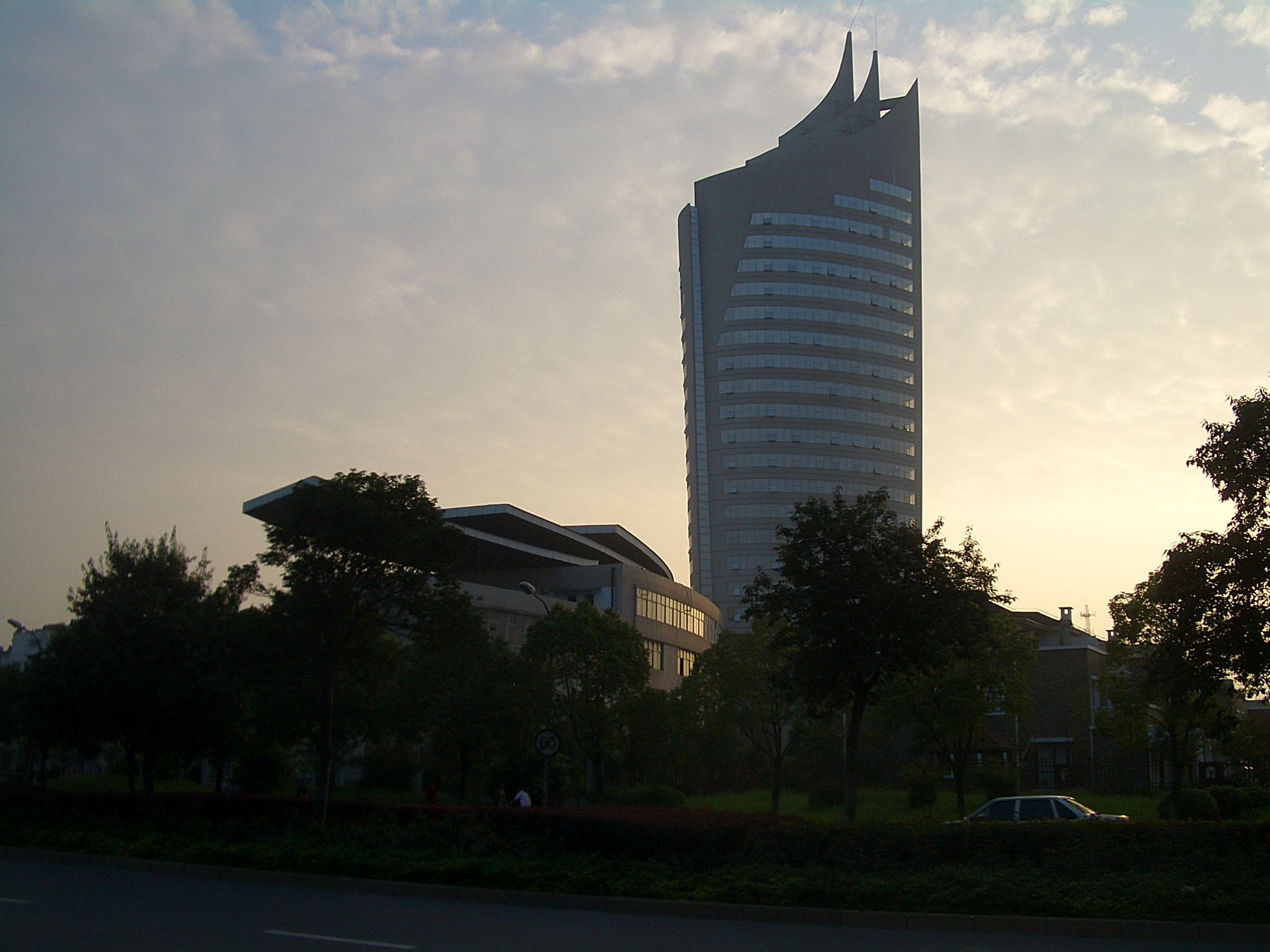
位于鄂城区的鄂州广播电视公司大厦

鄂城区是中国湖北省鄂州市所辖的一个市辖区。三国时期，孙权在这里建城，并改名武昌，至今城内仍有“吴王城”遗迹。
鄂州市比邻长江南岸，也是湖北省没有辖县的地级市。湖北简称鄂由此得名。

## 行政区划
鄂城区辖4个街道、9个镇、1个乡：
凤凰街道、古楼街道、西山街道、樊口街道、泽林镇、杜山镇、新庙镇、碧石渡镇、汀祖镇、燕矶镇、杨叶镇、花湖镇、长港镇和沙窝乡。
樊口镇：市区西3公里，为三国时期赤壁之战时关羽驻水军之地。樊口由樊川得名，樊川为沟通梁子湖与长江之小河，又名长港。入江口现存樊口大闸，为二十世纪七十年代间建。附近另有民信闸，为民国时期军阀吴佩孚于二十年代所建。

## 人口
鄂州市第七次人口普查公报显示：鄂城区常住人口为695697人，男性人口占比51.57%，女性人口占比48.43%，年龄结构中0-14岁占比17.89%，15-59岁占比64.3%，60岁以上占比17.82%，65岁以上占比13%。

## 古迹
鄂州市是国内三国时期古迹较多的地区，市区西山有仍存吴王避暑宫，山上有吴王试剑石，市内有吴王城遗址、护城河等遗迹。

## 交通
- 武九客运专线：鄂州站、鄂州东站、花湖站